# Østre Anlæg, Aalborg

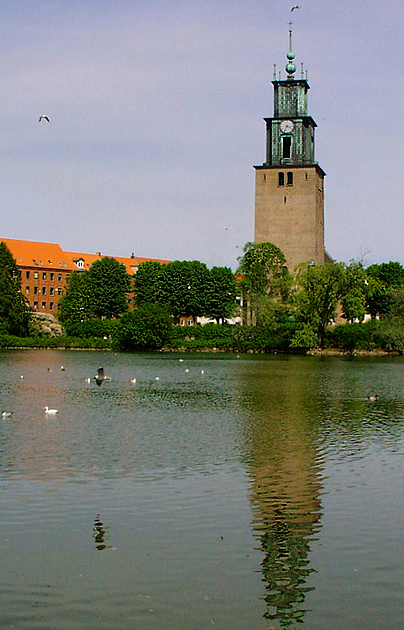
Sankt Markus kyrka sedd från Østre Anlæg, Aalborgs kommun.

Østre Anlæg är en offentlig park i Aalborg. Den anlades i en tidigare lertäkt 1934 och utvidgades med en lekplats tre år senare. Parken är på 6,5 hektar med promenadstigar, planteringar, bollplaner och en sjö.
Parken vann 2012, som den första i Norden, Green Space Awards.